# Hafenbahn von Adra
| O&K-Dampflok am Torre de los Perdigones beim Hafen, 1934 Die Feldbahn transportierte Steine vom Steinbruch zum Hafen    |                     |                        |                        |
| Vermutliche Trasse der ehemaligen Feldbahn auf Karte von 2023                                                           |                     |                        |                        |
| Streckenlänge: | 2 km                |                        |                        |
| Spurweite: | 1000 mm (Meterspur) |                        |                        |
| |                     |                        |                        |
| \| \| \| Steinbruch El Campillo \| \| \| \| \| Gleiswaage \| \| \| \| \| \| \| \| \| \| Mole \| \| \| \| \| Hafen \| \| |                     |                        |                        |
| Kopfbahnhof Streckenanfang (Strecke außer Betrieb)                                                                      |                     | Steinbruch El Campillo | Steinbruch El Campillo |
| Brücke (Strecke außer Betrieb)                                                                                          |                     | Gleiswaage             | Gleiswaage             |
| Strecke (außer Betrieb)                                                                                                 |                     |                        |                        |
| Kopfbahnhof Ende Hochstrecke (Strecke außer Betrieb)                                                                    |                     | Mole                   | Mole                   |
| |                     | Hafen                  |                        |

Die Hafenbahn von Adra (umgangssprachlich Campanillo, ‘Glöckchen’) war eine knapp 2 km lange Meterspurbahn vom Steinbruch El Campillo zum Hafen von Adra in der spanischen Provinz Almería in der Autonomen Gemeinschaft Andalusien.

## Geschichte
Als ab 1911 der Hafen von Adra gebaut wurde, wurde eine Feldbahn verlegt, um die für den Bau der Kaimauern und der Hafenmolen erforderlichen Steine aus dem nahegelegenen Steinbruch El Campillo heranzutransportieren.
Das Bauprojekt wurde am 10. April 1911 mit einem Budget von 3,3 Millionen Peseten zum Bau einer 820 Meter langen westlichen Mole und einer 325 Meter langen östlichen Mole genehmigt. Die Die Arbeiten begannen am 7. November 1911, nur acht Monate nach der Genehmigung des Projekts und vier Jahre nach dem Beginn des Verfahrens, was dem aus Albuñol stammenden Politiker Natalio Rivas zu verdanken war. Die Bauarbeiten zogen sich aufgrund zahlreicher konstruktiver und historischer Herausforderungen über 60 Jahre hin.
Im Jahr 1916 waren 150 Arbeiter im Steinbruch und auf der Baustelle beschäftigt, und es wurden 50.000 Kubikmeter Hartgestein in Form von Konglomeraten abgebaut. Die Dampflokomotiven waren bis Mitte der 1950er Jahre auf der Strecke vom Steinbruch zu den Molen im Einsatz, bis die Arbeiten an den Molen beendigt waren.

## Lokomotiven und Wagen
Auf der Feldbahn wurden anfangs ein bis zwei meterspurige Dampflokomotiven der Firma Orenstein & Koppel und zehn O&K-Feldbahnwagen eingesetzt. Die erste dieser Lokomotiven mit der Werksnummer 4987 wurde im Mai 1912 an „Diss & Co, Puerto de Adre, Spanien“ geliefert und die zweite mit der Werksnummer 6892 im Juni 1920 an „Puerto de Adre, Spanien“ geliefert. Es handelte sich um zwei dreiachsige gekoppelte Maschinen der Bauart C n2t mit einer Leistung von je 60 PS.
Die dritte Lokomotive stammte von Couillet. Sie hatte 30 PS und ein Dienstgewicht von 7 t.

## Streckenverlauf

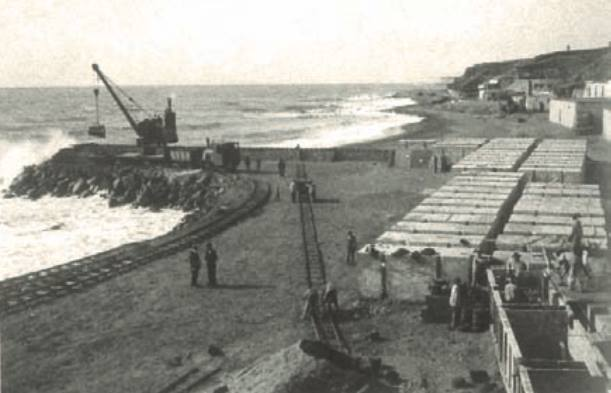
Beginn der Bauarbeiten an der Mole, November 1912

Die etwa 2 km lange eingleisige und nicht elektrifizierte Strecke verband den Hafen mit dem bereits zuvor bestehenden Steinbruch El Campillo. Das Gleis verließ die Grenzen des Hafens in nordöstlicher Richtung entlang der Zufahrtsstraße bog dann, den Höhenlinien folgend, wohl zum Camino Cantera ab und überquerte die Straße nach Almería. In der Nähe des Steinbruchs führte sie über Brückenwaage, wobei sie den steinernen, zweigleisigen Lokomotivschuppen links und eine Wartungsgrube rechts liegen ließ.
Der Lokschuppen, eine Remise und eine Zisterne der Feldbahn sind noch im Steinbruch erhalten, der heute von einem Auto- und Ersatzteilhändler als Park- und Schrottplatz genutzt wird und von großen Gewächshäusern umgeben ist.

## Personal

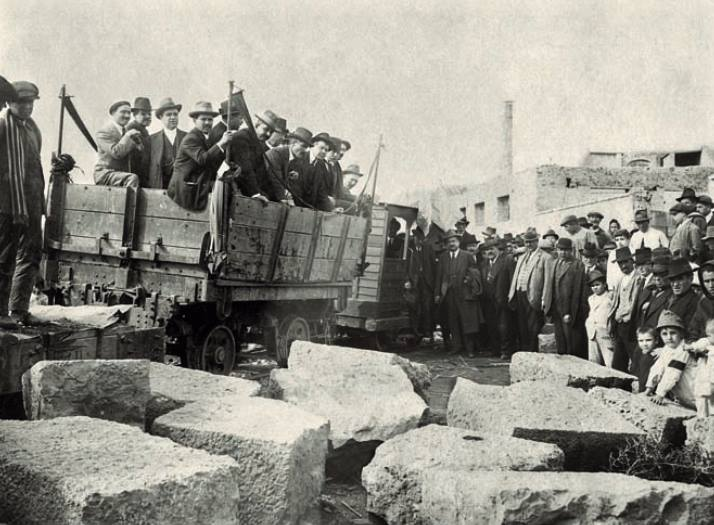
Baustellenbesichtigung, 1918

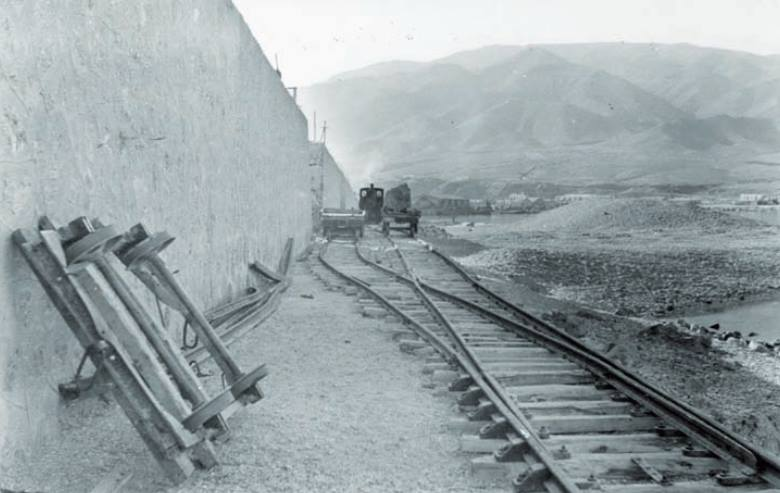
Gleisanlagen an der westlichen Hafenmauer

Der Bauunternehmer der Hafenanlage, Francisco Antonio Soler Martínez aus Abderita († 1926), der den Geschäftsmann Pelayo Montoya nach dessen Tod abgelöst hatte, erwarb die zweite der Dampflokomotiven im Juni 1920. Nach seinem Tod gründeten seine Söhne die Firma Herederos de Francisco Antonio Soler.
Im Jahr 1934 beauftragte der Ingenieur und Direktor des Bauamtes des Hafens von Almeria, Eusebio Elorrieta, den almerianischen Fotografen Domingo Fernández Mateos mit der Erstellung eines Berichts über die verschiedenen Arbeiten, die zu dieser Zeit im Hafen von Adra durchgeführt wurden, sowie über die vorhandenen Lokomotiven und Maschinen.
1931 übernahm der Staat das Eigentum an den für den Fortbestand der Hafenarbeiten erforderlichen Anlagen. Der Ingenieur Eusebio Elorrieta erwarb eine O&K-Lokomotive von der Vertragsfirma Herederos de Francisco Antonio Soler. Der Inhalt des Vertrages besagt, dass Doña Rosa Soler, eine der Vertreterinnen des genannten Vertrages, die in ihrem Besitz befindliche Lokomotive zum Preis von 12.000 Peseten verkaufte und sich verpflichtete, sie innerhalb von höchstens acht Tagen an einem vom Hafendirektor-Ingenieur bestimmten Ort in Almería abzuliefern.
Zu diesem Zeitpunkt erhielt das für die Lokomotive und ihre Wartung zuständige Personal folgende Entlohnung:
- Lokführer (Maquinista): 11 Peseten
- Heizer (Fogonero): 9,5 Peseten
- Rangiermeister (Embragador): 8 Peseten
- Rangierer (Auxiliar Embragador): 8 Peseten.

Mitte der 1940er Jahre hielt es der neue Werksleiter Vicente Vicioso Vidal für unerlässlich, die Ausrüstung zu reparieren, um die Arbeiten am Poniente-Dock fortsetzen zu können. Dazu gehörten die Eisenbahnlinie, die den Steinbruch mit dem Hafen verband, die Lokomotiven und die Wagen.
Der Ingenieur erwog, die Ausbeutung des Steinbruchs fortzusetzen und die Gleise der Feldbahn instand zu setzen, die nach mehreren Jahren der Untätigkeit repariert werden mussten. Ingenieur Vidal listete die Lokomotiven und Ausrüstung auf, die der Verwaltung zur Verfügung standen, um die Arbeiten fortzusetzen, obwohl sie entsprechend repariert und überholt werden mussten:
- Der Lokomotivschuppen und ein kleines Lagerhaus im Steinbruch
- 25 Plattformwagen mit einer Tragfähigkeit von jeweils 10.000 kg
- 15 Kipploren mit einer Nutzlast von jeweils 5.000 kg
- Zwei Koppel-Dampflokomotiven[4]
- Eine Couillet-Dampflokomotive
- Ein Peter-Dampfkran mit 10 t
- Ein Euskalduna-Dampfkran mit 10 t
- Ein Titan-Kran mit 10 t und 15 m Reichweite
- Ein Koppel-Dampfkran mit 5 t
- Eine Gleiswage für Wagen bis 25 t
- Ein stationärer Kompressor mit 50 PS[7]